# Lijst van beelden in Haaksbergen
Dit is een (onvolledige) chronologische lijst van beelden in Haaksbergen. Onder een beeld wordt hier verstaan elk driedimensionaal kunstwerk in de openbare ruimte van de Nederlandse gemeente Haaksbergen, waarbij beeld wordt gebruikt als verzamelbegrip voor sculpturen, standbeelden, installaties, gedenktekens en overige beeldhouwwerken.
Voor een volledig overzicht van de beschikbare afbeeldingen zie: Beelden in Haaksbergen op Wikimedia Commons.
| Geplaatst | Omschrijving                                          | Kunstenaar                 | Straat                | Plaats            | Materiaal               | Afbeelding |
| --------- | ----------------------------------------------------- | -------------------------- | --------------------- | ----------------- | ----------------------- | ---------- |
| 1949      | De moeder van het verzet                              | Corinne Franzén-Heslenfeld | Markt                 | Haaksbergen       | natuursteen             |            |
| 1955      | Indiëmonument                                         | Titus Leeser               | Markt                 | Haaksbergen       | natuursteen             |            |
| 1956      | Oorlogsmonument D. Jordaan & Zonen's Textielfabrieken |                            | Bouwmeester           | Haaksbergen       | steen                   |            |
| 1974      | Zonder titel                                          | Jan te Wierik              | Het Meuke             | Haaksbergen       | gietsteen               |            |
| 1976      | Van cirkel naar ellips                                | Han Aarnink                | 't Kempke             | Haaksbergen       | metaal                  |            |
| 1976      | Witte lelie                                           | Han Aarnink                | Wiedenbroeksingel     | Haaksbergen       | kunsthars               |            |
| 1983      | Zonder titel                                          | Jan te Wierik              | Veldkampstraat        | Haaksbergen       | gietsteen               |            |
| 1983      | De trommelaar'                                        | Antoinette Ruiter          |                       | Haaksbergen       | brons                   |            |
| 1987      | De kracht van het aambeeld                            | Cor van Noorden            | Molenstraat           | Haaksbergen       | natuursteen             |            |
| 1988      | Textielmonument                                       | Rino Perdon                | Meester Eenhuisstraat | Haaksbergen       | roestvast staal         |            |
| 1988      | Het Glazen Bos                                        | Koopman & Bolink           |                       | Haaksbergen       | glas                    |            |
| 1992      | De drie gratieën'                                     | Jan de Graaf               |                       | Haaksbergen       | brons                   |            |
| 1994      | Drie vorstinnen                                       | Kiny Copinga               | Enschedesestraat      | Haaksbergen       | brons                   |            |
| 1995      | Spankracht                                            | Hans Morselt               | Goorsestraat          | Haaksbergen       | roestvast staal         |            |
| 1997      | Herdenkingsmonument                                   | Martin Klerkx              | Markt                 | Haaksbergen       | natuursteen en baksteen |            |
| 2007      | Samen gaan                                            | Kiny Copinga               | Julianastraat         | Haaksbergen       | brons                   |            |
| 2010      | Flying Bull                                           | Anton ter Braak            |                       | Haaksbergen       | brons                   |            |
|           | Harlequino                                            | Eric Claus                 | Weertseriet           | Haaksbergen       | brons                   |            |
|           | Oorlogsmonument                                       |                            | Beckummerweg          | St. Isidorushoeve | baksteen en natuursteen |            |